# Hypsiboas sibleszi
Hypsiboas sibleszi és una espècie de granota que viu a Guyana, Veneçuela i, possiblement també, al Brasil.